# Reto Stirnimann
Reto Stirnimann (Davos, 8 ottobre 1974) è un allenatore di hockey su ghiaccio ed ex hockeista su ghiaccio svizzero, ha giocato come centro nell'HC Ambrì-Piotta.

## Carriera
Reto Stirnimann crebbe nelle giovanili dell'HC Davos, con il quale debuttò nel 1991. Rimase nei Grigioni fino al 1999, dopo aver ottenuto una promozione in Lega Nazionale A ed aver messo a segno 95 punti fra gol ed assist in 256 incontri disputati.
All'inizio della stagione 1999-2000 Stirnimann si trasferì ai ZSC Lions di Zurigo. Al termine di otto stagioni, dopo aver vinto due campionati nazionali e due IIHF Continental Cup, nel 2007 decise di trasferirsi all'HC Ambrì-Piotta. Con la maglia degli zurighesi collezionò in campionato 392 presenze, con 46 reti segnate e 75 assist forniti.
In Leventina Stirnimann militò per quattro stagioni, prima di ritirarsi come giocatore alla fine della stagione 2010-2011. Con la maglia blanco-blu ha collezionato 90 punti in 240 presenze. Nel 2011 assunse il ruolo di assistant coach come vice di Kevin Constantine.

## Palmarès

### Giocatore
- Campionato svizzero: 2

ZSC Lions: 1999-2000, 2000-2001
- IIHF Continental Cup: 2

ZSC Lions: 2000-2001, 2001-2002

### Allenatore
- MySports League: 1

Dübendorf: 2017-2018